# Montreal subterráneo
Montreal subterráneo o red peatonal subterránea de Montreal (RÉSO) es la red subterránea de la ciudad de Montreal. Esta red subterránea cubre alrededor de 30 kilómetros de túneles bajo la tierra. Se le denomina oficialmente, desde el año 2004, como RÉSO.
Los túneles y galerías permiten conectar el interior de varios edificios y escritorios, complejos residenciales, centros comerciales, universidades, residencias de lujo y hoteles. Los túneles albergan también una amplia gama de restaurantes y  tiendas que van del muy chic a barato. El Montreal subterráneo contendría, por otra parte, cerca del 12 % de todos los comercios del centro-ciudad. Además de permitir a los montrealeses desplazarse evitando las intemperies del invierno quebequés y calurosos veranos como el de 2021, la red subterránea de Montreal permite hacer sus compras en la comodidad de la ciudad interior. Además, esta ciudad interior es el complejo subterráneo más grande del mundo.

## Historia
El «Montreal subterráneo» formó parte de los planes de modernización del alcalde de Montreal Jean Drapeau, en los años 1950, al igual que el metro de Montreal. Nació con la construcción de la Plaza Ville-Marie en 1962. Es el complejo subterráneo más grande en el mundo. El observatorio de la Ciudad interior (OVI) de la Universidad de Montreal ha realizado numerosos trabajos sobre la evolución histórica de lo que se llama hoy el RÉSO.

## Geografía

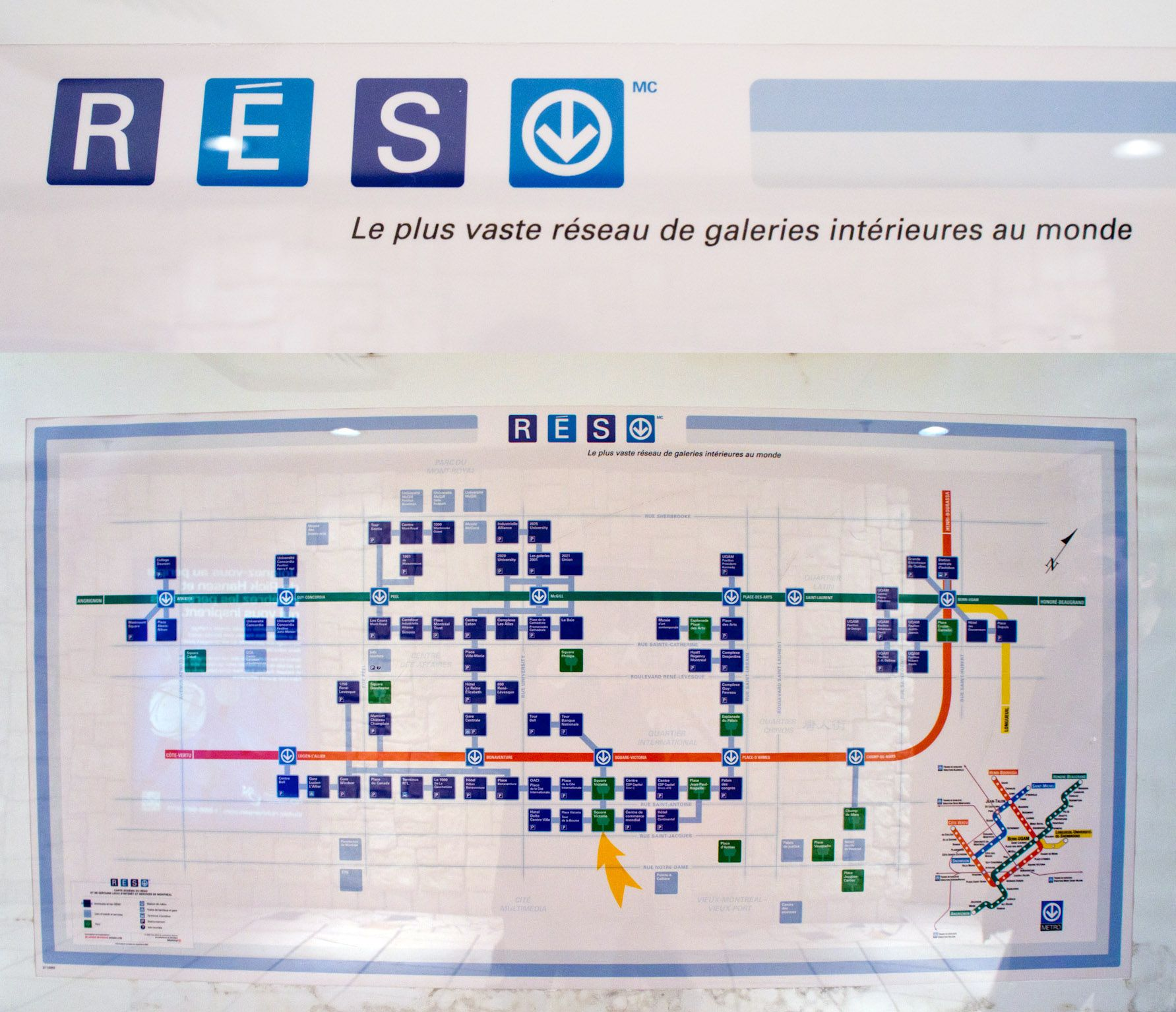
Plan de la ciudad subterránea de Montreal

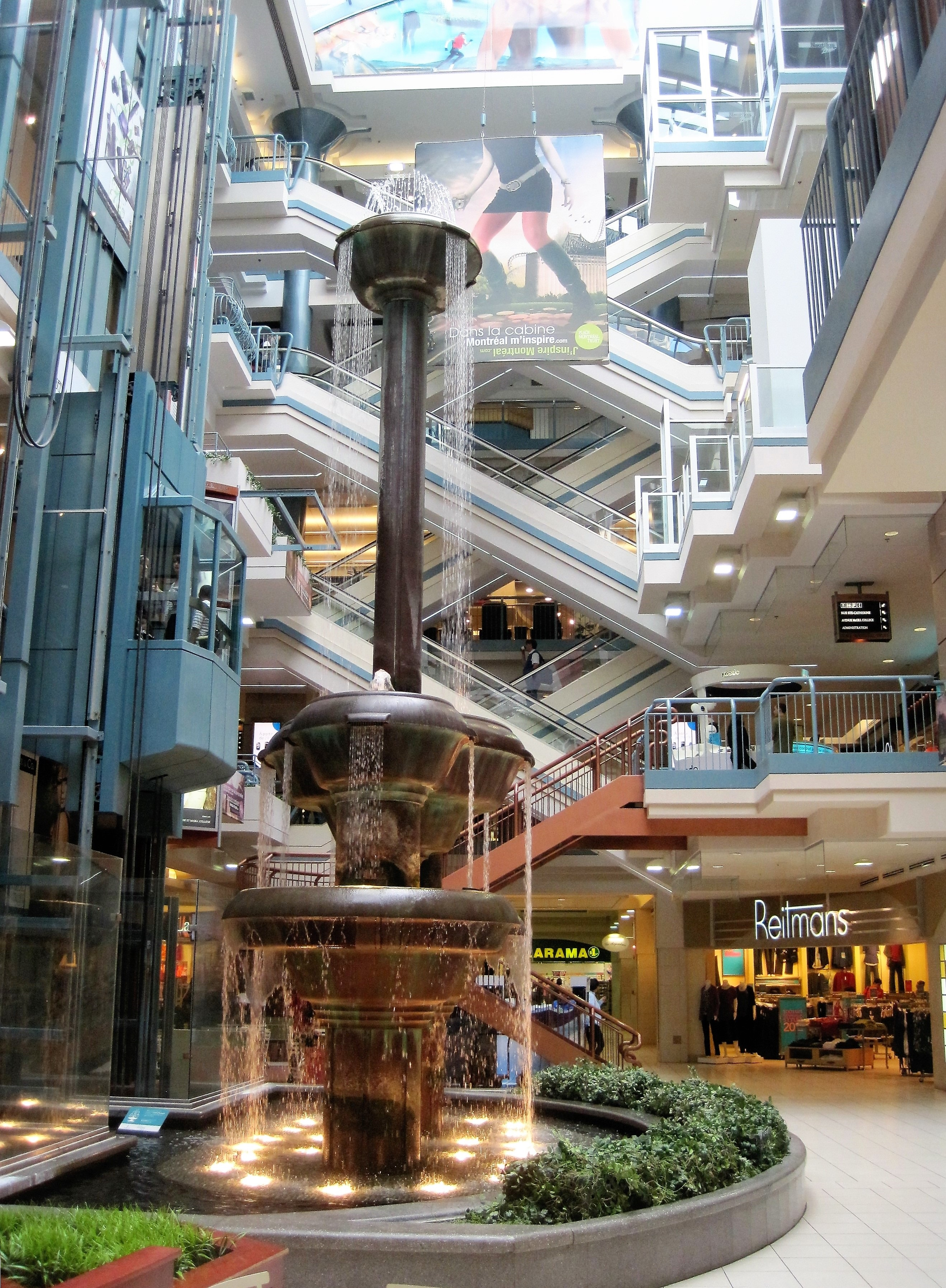
Fuente de cobre de Plaza Montreal Trust, 2010

La red consiste en 30 km de túneles, que incluyen 60 complejos residenciales y comerciales, que totalizan 3,6 km² de espacio utilizable. Esto representa 80 % del espacio de oficinas y 35 % del espacio comercial alrededor de Ville-Marie. Entre los servicios accesibles se encuentran bancos, hoteles, centros comerciales, sedes sociales, edificios universitarios, residencias de lujo, así como siete estaciones de metro y dos estaciones de trenes. El Montreal subterráneo comprende más 120 puntos de acceso exterior y más de 500 000 personas lo utilizan cada día, sobre todo durante el invierno montrealés.

## Edificios conectados al RÉSO
El RÉSO está dividido en varios segmentos, en donde el más conocido es el segmento central, en los alrededores de Ville-Marie. Se ubica entre las estaciones de metro Peel y Plaza de las Artes sobre la Línea Verde y las de Lucien-Allier y Plaza de Armas sobre la línea Naranja; estos dos subsegmentos están conectados al nivel de las estaciones McGill y Bonaventure, así como de las estaciones Plaza de las Artes y Plaza de Armas.

### Segmento central

#### Estación Peel
- Royal & Sunalliance
- Tour La Marítima
- Ubica Montreal Trust
- Tour Scotia
- Centro Mont-Royal
- El 2000 Peel
- Los Cursos Mont-Royal
- Carrefour Industrial-Alianza 
  - Paramount
  - La Casa Simons
  - antiguamente Simpson's
  - (hacia el metro McGill vía el Lugar Montreal Trust)

#### Estación McGill
- Centro Eaton/1501 McGill College
  - antiguamente Las Terrazas
  - Museo Grévin Montreal

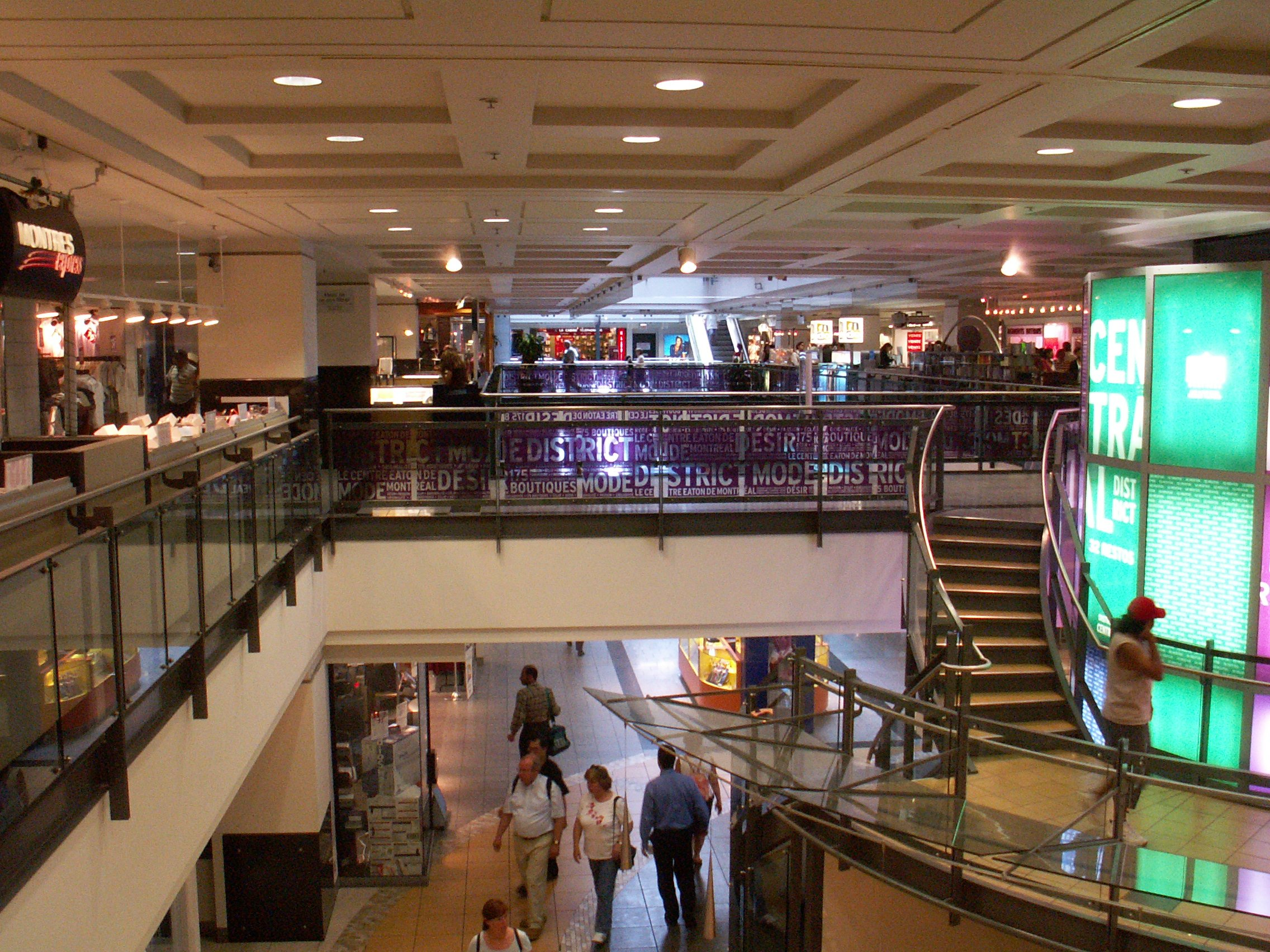
Un pasaje entre los metros McGill y Bonaventure, en el Centro Eaton

  - (hacia el metro Bonaventure vía la Estación Central y el Lugar Ciudad-Marie)
- Ubica Montreal Trust/Casa Astral
  - (hacia el metro Peel vía el Cruce Industrial-Alianza)
- Tour Industrial-Vida
- El Centro 2020 University
- Plaza London Life/Las Galerías 2001 University
- Universidad McGill - El edificio del 688 Sherbrooke (Universidad McGill)
- La Bahía de Hudson
- El Parkade
- Los Paseos de la Catedral/La Casa de las Coopérants
- Complejo Las Alas (Las Alas de la Moda)

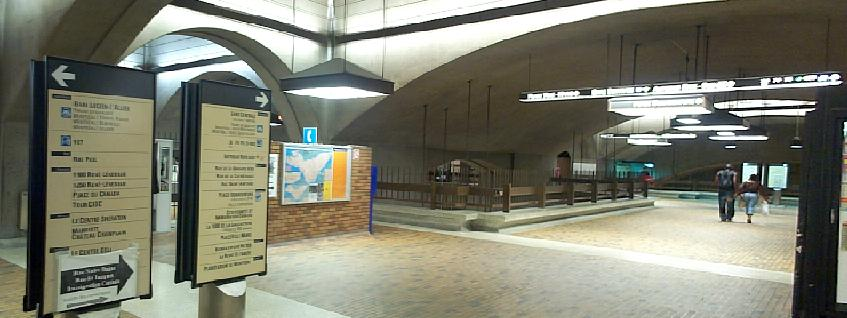
Un acceso en el Montreal subterráneo, de la estación de metro Bonaventure

  - antiguamente Eaton's

#### Estación Bonaventure
- El 1000 de La Gauchetière

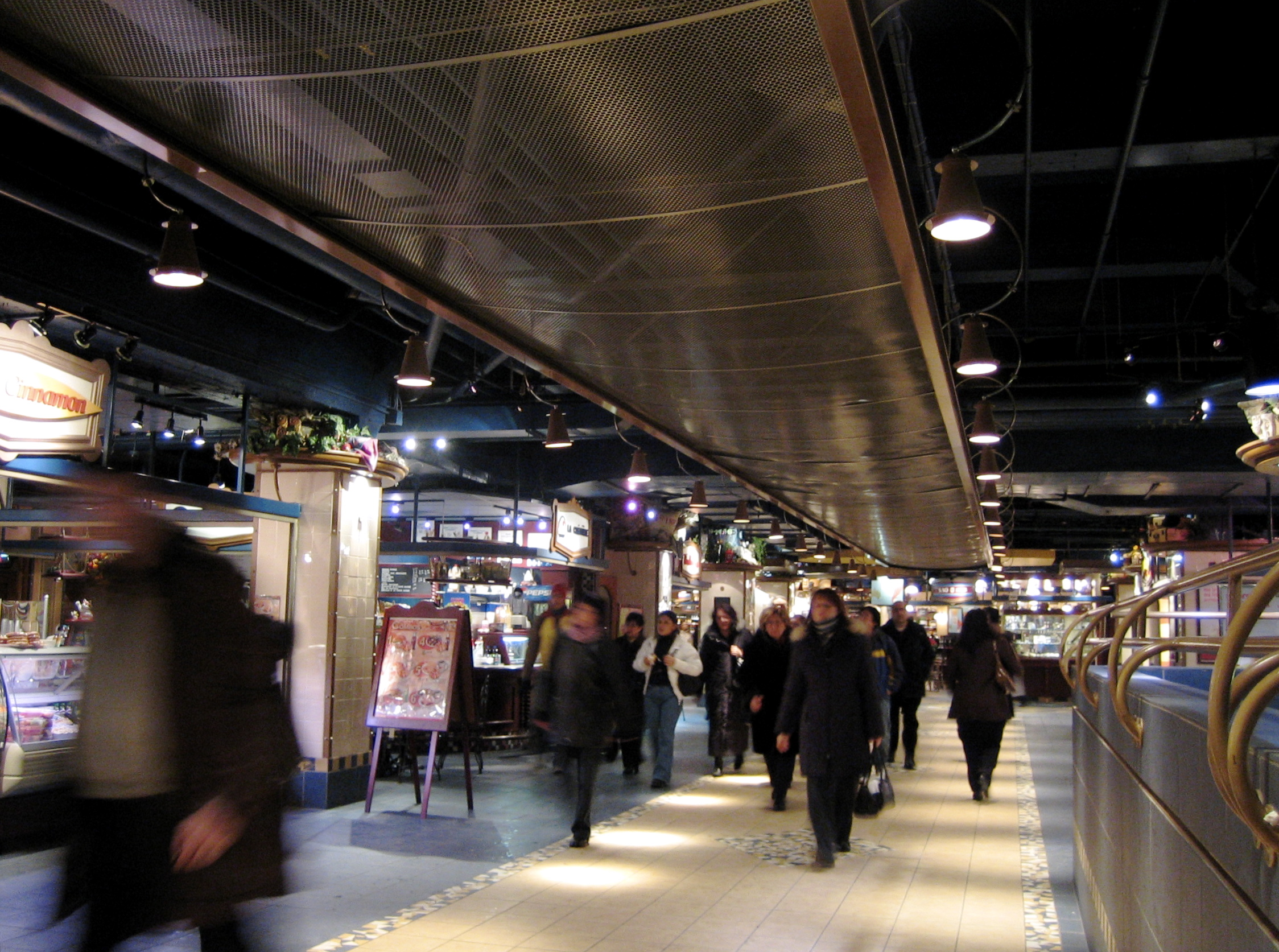
Los Palcos de la estación : de la Estación Central al Lugar Ciudad-Marie

  - Terminus Centre-ville (para los autobuses de afueras)
- El hotel Fairmont La Reine Élizabeth
- Plaza Bonaventure
  - (hacia el metro Square-Victoria vía el edificio del OACI)
- Plaza de Canadá - Hotel Castillo Champlain
- Estación Central
- Plaza Ville-Marie
  - (hacia el metro McGill vía el Centro Eaton)
- El 1250 René-Lévesque Oeste
- Edificio Parque Windsor, sede social del Canadian Pacific Railway
  - (hacia el metro Lucien-L'Allier vía el Centro Bell)

#### Estación Lucien-L'Allier
- Parque Lucien-L'Allier
- Centro Bell (hacia el metro Bonaventure vía el Edificio de la Estación Windsor)
- Edificio IBM

#### Estación Square-Victoria-OACI

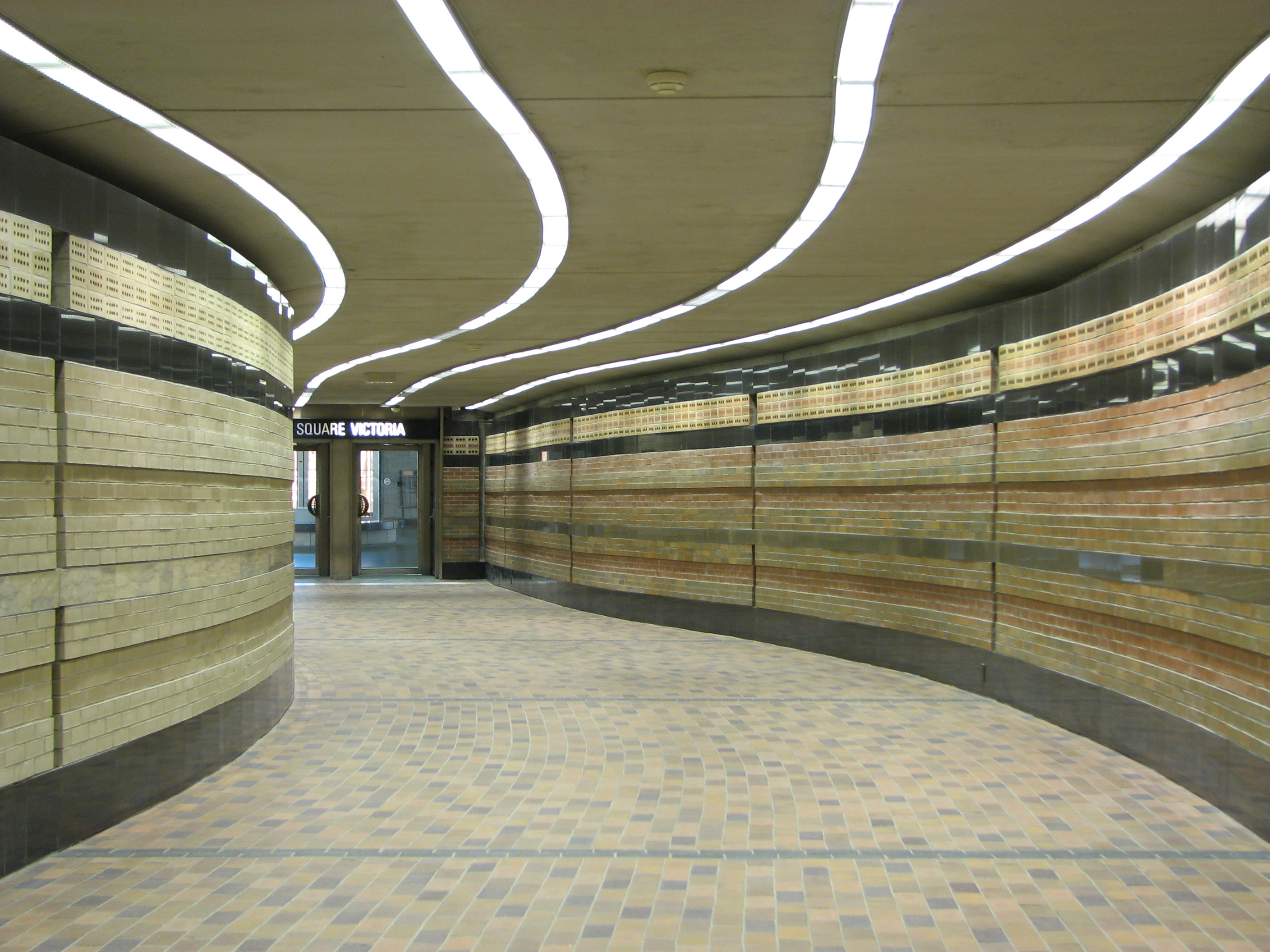
Pasaje entre el Centro de comercio mundial y la estación de metro Square Victoria

- Organización de la aviación civil internacional (OACI) 
  - (hacia el metro Bonaventure vía la Plaza Bonaventure)
- Torre Bell
- Torre Banco Nacional
- 1080 Costa del Beaver Hall
- Centro CDP Capital 
  - (hacia el metro Plaza de Armas vía el Palacio de congresos de Montreal)
- Centro de comercio mundial de Montreal (edificio Canadá Steamship Lines, Hotel InterContinental)
- Tour de la Bourse (Plaza Victoria, Hotel Delta Centro Ciudad)
- Torre Aimia/Altoria

#### Estación Plaza de Armas
- Palacio de congresos de Montreal

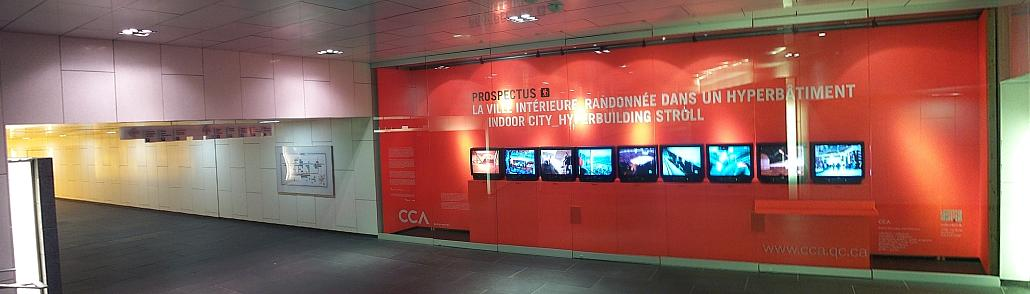
Túnel de la CDP al Palacio de los congresos de Montreal

  - (hacia el metro Square-Victoria vía el Lugar de la Ciudad internacional)
- Complejo Guy-Favreau (Gobierno de Canadá)
  - (hacia el metro Plaza de las Artes vía el Complejo Desjardins)

#### Estación Plaza-de las-Artes

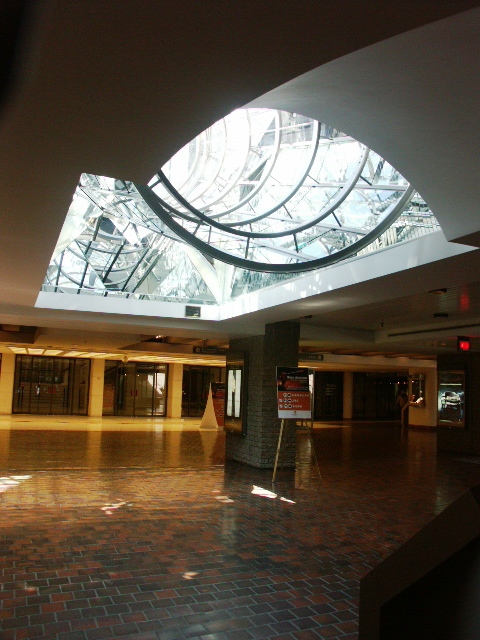
Pozo de luz en el corredor del Plaza de las Artes hacia el metro y el UQAM

- UQAM (pabellones Presidente-Kennedy, Chimie, Biochimie, Ciencias Informáticas, el pabellón Sherbrooke así como aquel de las Ciencias biológicas)
- Lugar de los Artes
  - Museo de arte contemporáneo de Montreal
- Complejo Desjardins 
  - (hacia el metro Plaza de Armas vía el Complejo Guy-Favreau)
- Hydro-Quebec

### Segmento Berri-UQAM
La estación de metro Berri-UQAM es la estación central de la red de metro, ubicada al este del centro-ciudad. Además de conectar a varios edificios de la Universidad de Quebec en Montreal (UQAM) — los pabellones Judith-Jasmin, Athanase-David, Hubert-Aquin, Thérèse-Casgrain, Educación, Diseño, Ciencias de la gestión y J.-A.-De Sève — está también conectado a la Estación de Autobuses de Montreal, la estación para las conexiones intermunicipales, interprovinciales y hacia los Estados Unidos. El Lugar Dupuis, un complejo comercial, de oficinas y hotelero, está enlazada también, al igual que la Gran Biblioteca de Quebec.

### Segmento Guy-Concordia
Esta estación comporta una conexión directa para marchar desde su entrada sobre la calle Guy al:
- Pabellón del metro Guy (Guy Metro Building) de la Universidad Concordia
- Pabellón de Ingenio, Informático y Artes visuales de la Universidad Concordia
- Pabellón de la Escuela de Gestión John Molson de la Universidad Concordia
- La Biblioteca Webster y el pabellón Henry F. Hall

Al momento presente, no hay de conexión entre la estación Guy-Concordia y la torre de oficinas que hay sobre su entrada, calle St-Mathieu.

### Segmento Atwater
La estación Atwater, al oeste del centro-ciudad y a la extremidad es de Westmount, está conectada a los centros comerciales Plaza Alexis-Nihon y Westmount Square, a torre de oficinas, de los complejos residenciales y al CÉGEP de lengua inglesa del Colegio Dawson.

### Otras estaciones
Varias otras estaciones de metro al exterior del centro-ciudad están conectadas a otros edificios.
- La estación Pío IX
  - Estadio olímpico de Montreal

- La estación Jean Talón
  - Torre Jean Talón

- La estación Édouard-Montpetit
  - Centro de educación física y de los deportes de la Universidad de Montreal (CEPSUM)

- La estación Longueuil–Universidad-de-Sherbrooke
  - Término de autobuses de la REd de Transportes de Longueuil.
  - Complejo Saint-Charles
  - Universidad de Montreal (Campus de Longueuil)
  - Universidad de Sherbrooke (Campus de Longueuil)

Los planes para el nuevo superhospital Centre universitario de salud McGill (McGill University Health Centre) incluyen un túnel subterráneo hacia el metro Vendôme.

## El Montreal subterráneo fuera de RÉSO
Otros edificios públicos están conectado vía túneles, sin formar parte del RÉSO.

### Universidades
- Universidad McGill - Varios edificios están conectado por túneles, sobre el campus del centro-ciudad: 
  - El complejo de ingenio está compuesto edificios conectados entre ellos y con el pabellón Burnside Hall.
  - Las residencias sobre la avenida del Parque están conectado con La Ciudad
- Universidad Concordia - ver la sección Segmento Guy-Concordia
- Universidad de Quebec a Montreal - ver las secciones Segmento Berri-UQAM y Estación Lugar-de los-Artes
- Universidad de Montreal - Ciertos departamentos de la universidad están conectado entre ellos por un túnel longeant el Garaje Louis-Merluza.
- Escuela de tecnología superior Ambos pabellones están conectado juntos por un túnel bajo la calle Notre-Dame.

### Complejos residenciales y comerciales
- La Ciudad (edificio de Montreal) sobre la avenida del Parque
  - Cine del Parque
  - Galerías del Parque
  - Pisos La Ciudad

### Otro
- Tres pabellones del Museo de bellas artes de Montreal están conectados por un túnel bajo la calle Sherbrooke, que contiene espacios de exposición.
- El pabellón principal de Punta-a-Callière, Museo de archéologie y de historia de Montreal, llamado el Éperon, está conectado a la antigua aduana del lugar Real por una galería, que pasa bajo este lugar y bajo el lugar de Youville. Esta galería contiene igualmente espacios de exposición y de las cachees arqueológicas tienen lugar desde algunos años. Estos excavaciones han permitido encontrar los vestigios históricos más antiguos  de Montreal.